# Edward Chacza
Edward Chacza (ur. 1918) – polski górnik, „Sprawiedliwy wśród Narodów Świata”.

## Życiorys
W trakcie II wojny światowej mieszkał w Baranowiczach (dzisiejsza Białoruś, wówczas Komisariat Rzeszy Wschód). Przewoził uciekinierów - Żydów - z miejscowego getta do pobliskich lasów, gdzie byli włączani do oddziałów partyzanckich. Działał od początku 1942 r. aż do aresztowania przez Niemców w listopadzie 1943 r. Jego mieszkanie było dla Żydów w tym czasie miejscem, gdzie otrzymywali żywność, opiekę medyczną, a także czasowe schronienie. Skala jego zaangażowania w pomoc Żydom nie jest znana. Nie wiadomo ilu konkretnie osobom uratował życie.
24 marca 1964 r. Instytut Jad Waszem uhonorował Edwarda Chaczę medalem „Sprawiedliwy wśród Narodów Świata”.